# Fasciculancylistes fasciculatus
Fasciculancylistes fasciculatus är en skalbaggsart som beskrevs av Stefan von Breuning 1965. Fasciculancylistes fasciculatus ingår i släktet Fasciculancylistes och familjen långhorningar.
Artens utbredningsområde är Madagaskar. Inga underarter finns listade i Catalogue of Life.